# سولبوري (باكينجهامشير)
سولبوري (بالإنجليزية: Soulbury)‏ هي قرية وأبرشية مدنية تقع في المملكة المتحدة في إنجلترا. يقدر عدد سكانها بـ 736 نسمة .